# Paolo Pavesi
Paolo Pavesi (Roccabianca, 27 aprile 1954 – Noceto, 27 febbraio 1995) è stato un rugbista a 15 e allenatore di rugby a 15 italiano, tallonatore del Parma e tecnico e fondatore del Colorno.

## Biografia
Figlio di contadini della bassa parmense, apprese il rugby a scuola prima di essere notato da Paolo Quintavalla, storico giocatore e tecnico del Parma, che lo portò nella squadra del capoluogo, in cui iniziò a giocare come tallonatore nel 1973.
Nel 1975 fu tra i promotori della nascita del Colorno, di cui fu anche allenatore nel periodo di militanza al Parma come giocatore.
Nella squadra del capoluogo militò fino al 1985, quando un grave infortunio al nervo ascellare lo costrinse al ritiro dopo 220 presenze.
Rappresentò l'Italia a livello internazionale in tre occasioni, la prima nel 1977 a Varsavia in Coppa Europa contro la Polonia e l'ultima nel 1980 a Rovigo contro l'Unione Sovietica.
Tra il 1977 e il 1982 fu allenatore del Viadana, con cui conseguì la promozione in serie B nel 1981; in seguito fu alla guida della mischia del Noceto e ancora Colorno, prima di tornare per un'altra stagione, nel 1989, al Viadana e poi dedicarsi alle giovanili del Noceto.
Morì nella prima mattina del 27 febbraio 1995, a 41 anni, a causa di un incidente automobilistico occorsogli a Ponte Taro, una frazione di Noceto: la sua vettura terminò nel fiume Taro e Pavesi non fu in grado di liberarsi, affondando con essa.